# AS Sogara
L'AS Sogara est un club gabonais de football basé à Port-Gentil.

## Palmarès
- Coupe d'Afrique des vainqueurs de coupe
  - Finaliste : 1986.

- Championnat du Gabon (6)
  - Champion : 1984, 1989, 1991, 1992, 1993 et 1994.

- Coupe du Gabon (1)
  - Vainqueur : 1985.
  - Finaliste : 1984.

- Supercoupe du Gabon
  - Finaliste : 1994.